# George Whitefield
George Whitefield (Gloucester, 16 december 1714 – Newburyport, 30 september 1770) was een Engelse predikant en evangelist en een van de leiders van de methodistische beweging.

## Jeugd
Zijn moeder was een weduwe en runde een herberg. Op jonge leeftijd ontwikkelde de jonge Whitefield een passie voor acteren en theater, een gave die hij later veel zou gebruiken tijdens zijn preken voor het naspelen van Bijbelverhalen. Hij studeerde aan de Crypt School in Gloucester en later aan Pembroke College in Oxford. Omdat hij het niet ruim had, werkte hij als knechtje voor de beter gestelde studenten. Hij maakte ze ’s ochtends wakker, poetste de schoenen, droeg boeken naar school, en deed zelf een deel van het huiswerk.
Op de Universiteit van Oxford was hij samen met de broers John en Charles Wesley lid van de ‘Holy Club’. Na het lezen van Henry Scougals' The Life of God in the Soul of Man begon hij zich grote zorgen te maken over de staat van zijn ziel. Hij onderging een bekeringservaring en begon gepassioneerd te preken over zijn nieuw ontdekte geloof.
Whitefield hield zijn eerste preek in Crypt Church in zijn thuisstad. Whitefield raakte bekend om zijn krachtige stem, en de mogelijkheid om daarmee een gevoel op te wekken bij de menigte. Niet zoals de meeste predikers in zijn tijd las hij zijn preken niet voor van papier, maar preekte hij meer aan de hand van korte aantekeningen.

## Opwekkingsbijeenkomsten
De eerste grote opwekkingsbijeenkomst van Whitefield vond plaats in Kingswood, ten zuiden van Bristol. Zijn publiek stond vooral uit mijnwerkers, die niet bepaald een christelijke levensstijl hadden. Vele van hen huilden na het horen van de preek, en vele bekeerden zich tot het christelijk geloof. Soms ging de prediking van Whitefield gepaard met heftige uiterlijke manifestaties bij zijn toehoorders.
John Wesley die hem op dat moment weer vergezelde, was niet verbaasd en zag het als een ‘teken van genade’, ondanks het feit dat Whitefield het zelf “twijfelachtige aanwijzingen” vond.
In 1738 bezocht hij de Verenigde Staten, en in Savannah (Georgia) werkte hij een korte tijd als pastor. In Georgia hield hij ook serie opwekkingspreken. Whitefield was samen met onder andere Jonathan Edwards een van de krachtigste stimulators van deFirst Great Awakening.
Hij stichtte ook een kindertehuis. In Georgia was er in die tijd een verbod op slavernij, maar er kwam in 1749 een beweging op gang die dat verbod wilde afschaffen. Ook Whitefield was een groot voorstander van die opheffing, ondanks het feit dat hij verscheidene slaven bezat die werkten in zijn kindertehuis.
Whitefields manier van spreken sloeg ook aan bij zijn Amerikaanse publiek. Benjamin Franklin, die op een gegeven moment een bijeenkomst bijwoonde in Philadelphia, was zwaar onder de indruk hoe Whitefield erin slaagde om een grote massa te boeien. Hij had verhalen van samenkomsten met tienduizend aanwezigen in Engeland afgedaan als overdrijvingen, maar moest hier op terugkomen. Hij ging de preken van Whitefield uitgeven en verdiende er veel geld mee.
Na zijn terugkeer naar Engeland in het jaar daarop ging Whitefield door met zijn evangelisatieactiviteiten, waaronder openluchtsamenkomsten, nadat andere kerken hadden geweigerd om de deuren te openen voor hem. Door zijn prediking ontstonden er drie nieuwe kerken, waaronder één in Londen. Ook de gebroeders Wesley preekten in de open lucht, en uiteindelijk zou hier de Methodistische Kerk uit ontstaan.

## Conflict
Na verloop van tijd raakte Whitefield in conflict met John Wesley wegens een verschil van opvatting over de leer van de uitverkiezing. Whitefield volgde Calvijn en Gomarus in dit opzicht. Wesley neigde meer naar de kant van Arminius. Al vrij snel zouden zij wel weer op vriendschappelijke basis met elkaar omgaan, maar gedurende hun levens zou het meningsverschil toch zo nu en dan opspelen.

## Overlijden
Whitefield overleed op 55-jarige leeftijd in de pastorie van de Old South Presbyterian Church te Newburyport. Op eigen verzoek werd hij bijgezet in een crypte onder de kansel van deze kerk. Ter nagedachtenis schreef de eerste zwarte Amerikaanse auteur, de slavin Phillis Wheatley, een gedicht dat werd afgedrukt in de pers van New England, New York en Pennsylvania.

## Nalatenschap
Whitefields erfenis is tot vandaag de dag voelbaar in de Verenigde Staten, waar hij herdacht werd als een van de eerste die tot de zwarte slaven sprak. Zelf is hij begraven bij Newburyport, Massachusetts. Hij zou in totaal zeven keer de Verenigde Staten bezoeken, in een tijd waarin het reizen over de Atlantische Oceaan lang en gevaarlijk was. Hij maakte reizen naar Schotland (15 keer), Ierland (2), Bermuda, Gibraltar, en Nederland. Hij wordt gezien als een van de vaders van het moderne evangelicalisme.
In Nederland bestaat de George Whitefield Stichting, die het gedachtegoed van hem, en andere Puriteinen, probeert uit te dragen.
- Bibliothèque nationale de France: cb12169874s (data)
- Catàleg d'autoritats de noms i títols de Catalunya: 981058527948406706
- Gemeinsame Normdatei: 118767623
- International Standard Name Identifier: 0000 0001 0881 6926
- Library of Congress Control Number: n50019884
- MusicBrainz: 3cf97a57-fba5-46d4-b86a-193b4c4f5e23
- Nationale Bibliotheek van Tsjechië: uk2005277808
- Nationale bibliotheek van Australië: 35604938
- Nationale Bibliotheek van Israël: 987007462736605171
- Nederlandse Thesaurus van Auteursnamen: 06856998X
- LIBRIS: 284669
- SNAC: w63x86pj
- Système universitaire de documentation: 030240255
- Trove: 1011928
- Virtual International Authority File: 27107411
- WorldCat: E39PBJxRxKHBmH7MvPTBfJvT73